# Cacatua-de-crista-amarela
A cacatua-de-crista-amarela, atatua-grande-de-crista-amarela ou catatua-de-poupa-amarela (Cacatua galerita) é uma ave da ordem das Psittaciformes, originária da Austrália. Medem de 45 a 55 centímetros de comprimento. Sua plumagem é branca, destacando-se a crista de cor amarelada. As pernas, bico e olhos são pretos. Uma das características mais marcantes é sua exuberante crista que é erguida ou abaixada quando a ave está excitada ou alarmada, respectivamente.
As patas são zigodáctilas (têm dois dedos virados para a frente e dois dedos virados para trás; em geral, as aves apresentam três dedos virados para a frente e um para trás. São pássaros endêmicos em Nova Guiné e no Norte, no Leste e no Sudeste da Austrália.

## Hábitos Gerais
Procuram alimento no solo e nas árvores. Com exceção da subespécie Cacatua Galerita Galerita, cujos indivíduos se reúnem em grandes bandos com centenas de aves, raramente são encontradas em bandos com mais de 20 indivíduos. São nômades e podem deslocar-se grandes distâncias, parando ao longo do caminho para descansar e se alimentar. A alimentação é composta por sementes, frutos e pequenas porções de uma grande variedade de vegetais, inclusive plantas de jardim.

## Reprodução
A época de nidificação varia de acordo com com a localização geográfica. Os casais são territoriais e nidificam espaçadamente, em ocos de árvores. A postura é de dois a três ovos, que são incubados pelo casal por um período de 25 a 27 dias. As crias são altriciais (totalmente dependentes dos pais durante as primeiras semanas de vida) e mantêm-se no ninho durante nove a doze semanas, sendo alimentadas por ambos os progenitores; posteriormente, as crias acompanham-nos durante mais alguns meses!

## Dimofismo Sexual
Na maioria dos casos é possível diferenciar o sexo dessa espécie olhando a cor dos olhos:costumam ser castanho-escuros nos machos e castanho-avermelhados nas fêmeas.